# Boundary Park
Boundary Park – stadion piłkarski w Oldham (Anglia) zbudowany w 1904, na którym swoje mecze rozgrywa zespół Oldham Athletic A.F.C. Wymiary tego stadionu to 106 x 72 jardy. Może on pomieścić 10 638 osoby. Rekordową frekwencję zanotowano 25 stycznia 1930; mecz Oldham Athletic – Sheffield Wednesday rozegrany w ramach 5. rundy Pucharu Anglii obejrzało 47 671 widzów.
Stadion posiada trzy trybuny z miejscami siedzącymi:
- Rochdale Road Stand (dla kibiców gości)
- Main Stand
- Chadderton Road End